# (8934) Nishimurajun
(8934) Nishimurajun (1997 AQ12) – planetoida z pasa głównego asteroid okrążająca Słońce w ciągu 5,57 lat w średniej odległości 3,14 au. Odkryta 10 stycznia 1997 roku.